# Хинтон, Элизабет
Элизабет Хинтон (Elizabeth K. Hinton; род. 26 июня 1983, Анн-Арбор, Мичиган) — американский историк, специалист по бедности и расовому неравенству в США XX века. Доктор философии (2013), профессор Йеля, а прежде — Гарварда. Член Американского философского общества (2022). Лауреат Ralph Waldo Emerson Award (2017).

## Биография
Выросла в Анн-Арборе (штат Мичиган). Дочь Энн Перлман, психотерапевта и писателя, и Альфреда Хинтона, начинавшего как профессиональный футболист, и ставшего преподавателем в Мичиганском университете. В 2001 году поступила в Gallatin School of Individualized Study, специализировалась по исторической социологии; являлась ассистент-исследователем у Robin Kelley.
Ученица историка Heather Ann Thompson.
Степень доктора философии по истории США получила в Колумбийском университете в 2013 году. Два года являлась постдоком в Мичигане, также являлась ассистент-профессором Мичиганского университета. Затем, с 2014 года, в Гарварде. В 2018 г. отмечена Phi Beta Kappa prize for excellence in teaching.
Публиковалась в Journal of American History, Journal of Urban History, The New York Times, New York Times Book Review, Los Angeles Times, Atlantic, Boston Review, Nation, Time.
Первая книга — From the War on Poverty to the War on Crime: The Making of Mass Incarceration in America (Harvard University Press, 2016). Вошла в список ста примечательных книг 2016 года по версии New York Times. Также отмечена Ralph Waldo Emerson Award (2017). Новая книга — America on Fire: The Untold History of Police Violence and Black Rebellion Since the 1960s (Liveright). В ней Хинтон предлагает радикальное переосмысление потрясших американские города в 1960-х и 1970-х годах беспорядков на расовой почве. Соредактор — вместе с Manning Marable — The New Black History: Revisiting the Second Reconstruction (Palgrave Macmillan, 2011).